# Hadropogonichthys lindbergi
Hadropogonichthys lindbergi is een  straalvinnige vissensoort uit de familie van puitalen (familie) (Zoarcidae). De wetenschappelijke naam van de soort is voor het eerst geldig gepubliceerd in 1982 door Fedorov.
De soort staat op de Rode Lijst van de IUCN als niet bedreigd, beoordelingsjaar 2009.